# Горган, Александр Любомирович
Алекса́ндр Любоми́рович Го́рган (укр. Олександр Любомирович Горган; род. 5 ноября 1975, Калуш, Ивано-Франковская область) — украинский государственный служащий, правовед. Председатель Киевской областной государственной администрации (2016—2018). Президент Всеукраинской молодёжной организации «Молодёжь против коррупции». Основатель, почётный президент организации «Ассоциация молодых доноров Украины».

## Биография
Родился в семье врачей. Украинец. Христианин, греко-католик. Женат на Ирине Сергеевне Ляльке (с 1982 г.н, женаты с 1 мая 2004). Имеет сыновей Любомира (2005) и Аскольда (2008), и дочь Екатерину (2015).
Образование
- В 1997 году окончил с отличием юридический факультет Киевского национального университета имени Тараса Шевченко по специальности «правоведение».
- В 1995 году учился в Эдвардской Языковой Школе (Edwards Language School), что в Лондоне, Великобритания.
- В 2001 году учился в Соединённых Штатах Америки по программе The International Visitor Leadership Program (англ.) (IVLP) по приглашению Федерального правительства США.

В частном секторе
- Во время учёбы в университете становится соучредителем юридической компании «Юстиниан».
- В 1998—2001 годах партнёр-совладелец СП "Юридическое бюро «ОЛАС».
- Адвокат с 2002 до 2015.

На выборных должностях
- 2005—2010 —  депутат Вышгородского городского совета IV созыва (первый номер избирательного списка Гражданской партии «Пора»)
- 2015—до настоящего времени —  депутат Киевского областного совета VII (XVII) созыва (избран от избирательного округа №23 по списку политической партии Блок Петра Порошенко «Солидарность»)

На государственной службе
Распоряжением Президента Украины №350/2015-рп от 31 марта 2015 года был назначен председателем Вышгородской районной государственной администрации Киевской области.
11 октября 2016 года конкурсная комиссия по вопросам высшего корпуса государственной службы избрала Александра Горгана председателем Киевской областной государственной администрации.
28 октября 2016 года Президент Украины Пётр Порошенко назначил Александра Горгана председателем Киевской областной государственной администрации. Спустя два года службы Горган ушёл в отставку.

## Спортивная деятельность
- В школьные годы занимался боксом и плаванием, в студенческие годы — легкой атлетикой.
- С 2008 занимается гребле на байдарке. В 2011 году в составе международной команды принял участие в экспедиции, в течение которой преодолел на байдарке 1500 км в Индийском океане вдоль западного побережья Австралии.
- С 2012 года занимается триатлоном. 6 июля 2014 года принял участие в Чемпионате Европы по триатлону Ironman Germany и получил спортивный титул «Ironman» поскольку сумел преодолеть дистанцию высшей категории сложности — «Ironman Triathlon». Для этого пришлось без единой остановки проплыть 3,8 км, проехать на велосипеде 180 км, и потом пробежать 42,2 км (полную марафонскую дистанцию).
- В 2009 году избран в состав Президиума Федерации гребного слалома Украины.
- В 2014 году избран Почетным президентом Федерации кануполо Украины.
- Выступил с инициативой о создании Киевского водного стадиона на базе залива Оболонь в городе Киеве. В период с 2011 по 2015 год возглавлял КП «Киевский водный стадион».

Увлекается триатлоном, каякингом.

## Общественная деятельность
- В 1989 году, при достижении возраста 14 лет, вступил в ряды Союза Независимой Украинской Молодежи (СНУМ) — патриотической молодёжной организации. Значительную часть программ своей деятельности организация осуществляла в условиях полной конспирации, поскольку члены СНУМ преследовались сотрудниками КГБ.
- В 1992 году стал членом Всеукраинской общественной организации «Союз Украинского Студенчества», а уже в 1994 году был избран Председателем этой общенациональной студенческой организации.
- В 1995 году был избран заместителем Председателя Украинского Национального Комитета Молодежных Организаций — этот союз объединял подавляющее большинство молодёжных и детских организации в Украине. К должностным обязанностям относилось разработка проектов нормативных актов и международное сотрудничество.
- В 1999 году был включён в состав Национального Совета по вопросам молодежной политики при Президенте Украины.
- В 2000 году стал одним из соучредителей Всеукраинской молодежной организации «Молодёжь против коррупции». Был избран президентом организации и возглавляет её  до теперешнего времени. «Молодёжь против коррупции» проводит программы выявления и противодействия системной коррупции в органах государственной власти .
- Начиная с 2000 и до настоящего времени возглавляет специализированную экспертную организацию — общественную организацию «Институт проблем терроризма, коррупции и организованной преступности».
- В период с 2007 по 2009 год был Заместителем председателя Координационного совета молодых юристов Украины при Министерстве юстиции Украины.
- В 2006 году выступил инициатором создания Ассоциации молодых доноров Украины. Со времени основания организации и по сегодняшний день является Почетным Президентом этой организации. Организация объединяет молодых людей, которые безвозмездно сдают донорскую кровь и пропагандируют это благородное дело. На базе организации работает информационный центр «Горячая линия крови» и интернет — портал krov.ua [krov.ua]. Силами Ассоциации решена проблема критического дефицита донорской крови для онкобольных детей в Киеве.

Акция против закона Колесниченко-Кивалова 2012 года
Участвовал в протесте в защиту украинского языка возле Украинского Дома в связи с принятием Закона Украины «Об основах государственной языковой политики» № 5029-VI (неофициально — закон Колесниченко-Кивалова или «языковой закон»).
Евромайдан
Принимал участие в организации массовых акций протеста в ответ на отказ подписания Соглашения об ассоциации между Украиной и Евросоюзом. Был назначен командиром отделения № 26 сил Самообороны Майдана, которые были созданы после попытки силового разгона протестующих 30 ноября.

## Отличия
Государственные награды
- 1999 Орден «За заслуги» III ст. Указ Президента Украины № 1310/99 (9 октября 1999
- 2005 Почётный знак отличия Министерства Украины по делам молодежи и спорта «За активную общественную деятельность» Приказ Министра № 1006 от 25.06.2005 г.
- 2004 Почётная грамота Верховной Рады Украины Распоряжение Председателя Верховной Рады Украины № 1286 от 04.11.2004 г.
- 2001 Премия Кабинета министров Украины за вклад молодежи в развитие государства Постановление КМУ № 703 от 25.07.2001
- 2001 Благодарность Совета организации ветеранов Украины.
- 1998 Почётная грамота Министерства Украины по делам семьи и молодежи.

## Ссылка
- Александр Горган. Страница в ФБ